# Lamellibrachia
Lamellibrachia – rodzaj wieloszczetów z rodziny rurkoczułkowców (Siboglinidae). Zwierzęta z tego rodzaju żyją w obrębie oceanicznych wypływów (ang. cold seeps), gdzie spod dna morskiego wydobywają się strumienie węglowodorów (metanu lub ropy). Rurkoczułkowce te żywią się substancjami organicznymi wytwarzanymi przez chemosyntetyzujące bakterie utleniające siarczki, z którymi żyją w ścisłej symbiozie.
Gatunek L. luymesi zaopatruje bakterie, które żyją w wyspecjalizowanych tkankach rurkoczułkowca w tlen i siarkowodór. Rurkoczułkowiec ten pobiera siarkowodór i tlen z otoczenia w dolnej części ciała i transportuje obie substancje do wnętrza swego organizmu za pomocą specyficznej, zmodyfikowanej hemoglobiny, inaczej niż u innych zwierząt, odpornej na zatrucie siarkowodorem.
Najbardziej znane podmorskie wypływy, gdzie żyją kolonie L. luymesi, znajdują się w północnej części Zatoki Meksykańskiej, na głębokości 500 do 800 m. Ten gatunek rurkoczułkowca może osiągać długość ponad 3 metrów. Rośnie powoli. Oszacowany na podstawie zmierzonego tempa wzrostu wiek niektórych osobników przekraczał 250 lat, co oznacza, że L. luymesi jest najdłużej żyjącym spośród znanych zwierząt bezkręgowych. W rejonach wypływu węglowodorów tworzy wielkie kolonie złożone z setek lub tysięcy osobników. Kolonie są podstawą do rozwoju autonomicznych ekosystemów, całkowicie niezależnych od dopływu światła słonecznego.
Do rodzaju Lamellibrachia należy też gatunek L. satsuma odkryty u wybrzeży Japonii, w zatoce Satsuma, w pobliżu miasta Kagoshima, na głębokości jedynie 82 m. Jest to wyjątek wśród rurkoczułkowców, gdyż inne gatunki żyją na znacznie większych głębokościach, znacznie poniżej strefy fotycznej oceanu.

## Taksonomia
Rodzaj ten wprowadzony został w 1969 roku przez Michaela Webba na łamach „Bulletin of Marine Science”. Należy do niego 9 opisanych gatunków:
- Lamellibrachia anaximandri Southward, Andersen & Hourdez, 2011
- Lamellibrachia barhami Webb, 1969
- Lamellibrachia columna Southward, 1991
- Lamellibrachia donwalshi McCowin & Rouse, 2018
- Lamellibrachia juni Miura & Kojima, 2006
- Lamellibrachia luymesi van der Land & Nørrevang, 1975
- Lamellibrachia satsuma Miura, 1997
- Lamellibrachia victori Mañe-Garzon & Montero, 1985